# Eau thermale de Jonzac
L'eau thermale de Jonzac est une eau thermale puisée à plus de 1 800 m de profondeur, à Jonzac, petite ville du sud de la Charente-Maritime, arrosée par la Seugne. Depuis sa découverte en 1979, elle alimente les thermes de la ville de Jonzac. Elle a été autorisée comme eau thermale en 1984.  

## Historique
L'eau thermale de Jonzac est issue de pluies tombées il y a plus de 30 000 ans et qui se sont infiltrées au niveau du Massif Central et de la bordure du Massif Armoricain. Elles se sont infiltrées en pénétrant les couches terrestres constituées d'une alternance de dolomites, grès, argiles qui rythment leurs parcours. Elles se sont réchauffées, se sont minéralisées au contact des couches terrestres et ont poursuivi leur route jusqu'aux formations aquifères du Nord du Bassin Aquitain : l'Aquifère du Trias. L'eau est découverte en 1979 à la suite d'un forage par la ville de Jonzac qui cherchait à étendre son réseau de chauffage urbain grâce à la géothermie. 
Cette eau une reçu un avis favorable de l'Académie de Médecine pour les spécialités suivantes : « phlébologie », la « rhumatologie » et la sphère « ORL » en 1984. En 1986, la station thermale de Jonzac ouvre ses portes.

## Composition de l'eau à l'émergence
Température de l'eau à l'émergence : 62 °C
Extrait à sec à 18,0 °C : 6 717,7 mg/l
pH : 7,04

### Cations en mg/litre
- Sodium : 1730.00
- Potassium: 135.00
- Calcium : 413.00
- Magnésium : 85.00
- Ammonium : 1.00
- Fer : 5.54

### Anions en mg/litre
- Carbonate:0.15
- Bicarbonate : 234.48
- Chlorure: 2020.00
- Sulfate : 2165.00
- Nitrite : <0.01
- Phosphate: <0.01
- Nitrate : <0.01
- Silice : 27.85

### Oligo-éléments en mg/litre
- Zinc : <0.001
- Strontium : 13.50
- Bromure : 1.900
- Lithium : 2.200
- Fluorure : 2.00

## Propriétés
L'eau est dite hyperthermale : sa température à l'émergence est de 62 °C. Elle est aussi hyperminéralisée, et contient 6 800 mg/l de minéraux. 

### Produits dérivés
Depuis 2011, l'eau thermale de Jonzac entre dans la composition des produits cosmétiques fabriqués par le Groupe Léa Nature, situé à Périgny en Charente-Maritime, et qui a étudié les qualités de l'eau pendant 5 ans.